# 小島剛一
小島 剛一（こじま　ごういち、1946年〈昭和21年〉 - ）は、日本出身の言語学者である。フランス・アルザス地方のストラスブールに在住する。インターネット上では「F爺」とも名乗る。意味は「F国（フランス）に住む日本人の爺さん」。
1970年代から1980年代にかけてトルコ共和国での言語調査を行い、同国が多民族国家・多言語国家であると発表した。その影響でトルコ政府による言論統制を緩和させ、同国の少数民族や少数言語話者の人権状況を改善させたことなどで知られる。

## 生い立ち

### 幼少期
1946年に秋田県本荘町（現在の由利本荘市）で生まれ、小学校入学から高校卒業までは秋田市で育った。大学生時代には東京都に三年半ほど住んだ。
幼い頃から言語への関心が強く、秋田県内を引っ越すたびに様々な方言を遊び感覚で覚えた。国語辞典が愛読書であり、またロシア語や北京語にも親しんだ。
高校生のときにはすでにいくつかの言語に通じており、同級生の小笠原幹朗がうろ覚えのイタリア語でカンツォーネを歌ったところ、発音の訂正を行ったという。

### フランス・アルザス留学
1968年7月、フランス東部のアルザス地方へ留学した。
小島は現地で労働して生活費を得ていたが、極貧の時期もあった。市場で野菜を買うためにも、捨て値で売ってしまいたいような店で値切らねばならないほど貧しかった。あらゆる場面でフランス語で意思疎通を行った。人種差別の被害を何千回も経験した。

#### 「アルザス人」という意識
アルザス地方はフランス共和国の東端に位置してドイツ共和国との国境地帯であり、「アルザス人」の母語はフランス語ではなくアルザス語であった。アルザス人が「フランス人はアルザス人と違って……」「明日（アルザスから）フランスへ行く」などと発言することに小島は驚いたという。

#### 宗教観・言語観・民族観・国家観の更新
留学は当初1年間のつもりであったが、やがて永住を決意する。さまざまな土地のキリスト教徒やイスラム教徒（小島は「回教徒」と表記している）、ユダヤ人などと交流する中で、曖昧であった自身の宗教観を大きく反省した。
小島は外国で生活する中で、「言語共同体」「宗教集団」「民族」「国家」などが「密接に関わり合い、重なり合いながらも、本質的に相互に独立したもの」であることを理解していった。

## トルコでの研究

### トルコへの関心
小島は1970年の秋に初めてトルコ共和国へ入国した。そののちにトルコ語を習得することを決めたことから、「ほかの国々と違った、それなりの深い印象があったのだろう」と述懐している。
以後、ストラスブール大学において民族学で修士号を取得したのち、トルコ語の方言を対象に博士号を取得することを目指した。トルコへは何度も訪問し、年間に複数回訪れることも多かった。
フランスとトルコを行き来しているうちに、トルコ語よりもトルコ国内の少数民族語に関心を抱くようになった。

### 1977年のトルコ紀行
小島にとって特に印象深いトルコへの旅は1977年のことであった。この旅以降、小島は「重症の『トルコ病』に罹った」という。この紀行での経験から、常にトルコに夢中になり、「いかなる犠牲を払ってもトルコ民族とトルコ共和国のすべてを知ろうと思った」と述べている。そして、「支払う代償の大きさがこの時点でわかっていたら、あるいは二の足を踏んでいたかもしれない」とも語っている。
小島は大学の夏休みにヒッチハイクでアルザスから南下してスイスを横断し、イタリアの最南端近くまで進んだ。さらに連絡船でアドリア海を超えてギリシャへ渡り、バスを乗り継いで東へ進んだ。途中からは節約のため自転車を購入して漕ぎ、トルコまで到達した。
当時、フランスよりもイタリアの物価はずっと安く、さらにギリシャの物価は安く、そしてトルコの物価は圧倒的に安かったことから、小島はフランスの下宿であればただ暮らすだけしかできない程度の資金であっても、トルコへは旅行することが可能だった。

#### トルコ人の親切心
小島はテントすら持たずに野宿を繰り返すという貧乏旅行であったが、道中で立ち寄った村や町では、見ず知らずのギリシャ人やトルコ人たちから大変親切な歓待を受けた。特にトルコでは、住民の家へ招待されて無償でチャイや食事を提供されることがたびたびあった。
小島はトルコのある町で金銭の盗難被害に遭ったが、町中の人々が親身に力になってくれて警察へと仲介され、さらに食事を提供されたばかりか、宿泊する部屋も与えられた。
また、その町で出会った一人の住民は過去に朝鮮戦争へ送られて生還した元兵士であり、戦争で重傷を負って日本の病院で治療を受けたことから日本語と朝鮮語を話すことができた。住民と小島は朝鮮民謡「アリラン」を唱和した。

#### 「母言語理解不能症」の観察
小島が経験した興味深い現象として、「一見して外国人とわかる者から自分の母語を話された場合、その言葉が自分のよく知る母語であると気づかず、理解できない」ということがあった。小島はこれを「日本人にもトルコ人にも起こることである」とし、『母言語理解不能症』と称した。
例えば、小島がトルコのある無名な町（外国人が滅多に訪れない）の銀行へ、インド風のターバンを巻いて訪れた。小島はトルコ語で「両替をしてくれ」と話した。すると、トルコ語が母語であるはずの窓口の職員は狼狽して何も言うことができず、支店長と思われる人物も「誰か、アラビア語のできる者はいないか？」と周囲へ尋ねるほどであった。
なお、この現象が生じるのは、ある程度の外国語の知識がある者のみだという。トルコ語のみしか知らない者の住む村落では、小島は問題なくトルコ語で会話を行うことができた。

#### トルコ人の「常識」
また、小島はトルコ国民の「常識」が自身のそれと乖離していることを知った。当時のトルコでは義務教育が5年制の小学校のみで、その学校には世界地図が存在しないこともしばしばあった。また当時の同国で「識字率は60％程度」とされていたが、その「識字」の基準は「自分の名前を書けること」であったという。

#### トルコ人の宗教観
小島がトルコ人と議論した際に発見したこととして、トルコ国民にとって「西洋」とは「キリスト教圏」を意味し、「東洋」とは「トルコを含めたイスラム教圏」を意味していた。
当時のトルコでも知識人ならば、「東洋」であるインドや中国や日本にイスラム教とは別の宗教があることを知っていたが、トルコ人にとって「正しい宗教」とはユダヤ教、キリスト教、イスラム教の3つだけであり、ユダヤ教とキリスト教は「最後の宗教イスラームにいたる前の遅れている宗教」と考えられていた。
そして、その3宗教ではない仏教やヒンドゥー教などの「原始的な宗教」は、「基本的に誤ったもの」「迷信の類であり、いずれ消滅するもの」とトルコ人たちは考えており、彼らにとってインド人や日本人やタイ人は「いまだにイスラム教に改宗していない」存在とみなされた。
小島は自身を便宜上「仏教徒」と称していたが、それに対してイスラム教徒のトルコ人たちから次のような言葉を与えられた。
- 「あなたは大学を卒業して、さらに世界中を旅して見識があるのに、なぜいまだにイスラム教に改宗していないのか？」
- 「死ぬ間際にでもイスラム教へ改宗すれば天国へ行ける。無知ゆえに地獄へ堕ちるのは哀れだ。」
- 「お前はイスラム教徒ではないんだって？早く地獄に堕ちてしまえ。私の家族と交流するのはやめろ。」

### トルコ政府の言論統制
当時のトルコ共和国政府は1923年の建国以来、「わが国はトルコ人とトルコ語のみが存在する単一民族国家である。トルコ国民はすべてトルコ人であり、トルコ人の言語はトルコ語以外にない。トルコ語以外の言葉はトルコ国内に存在しない。」と主張していた。
同国政府は一党独裁制の下、同国に存在する少数民族らに対して強制的に「トルコ人」への同化政策を推進していた。これに反発した少数民族のクルド人などが反乱を起こしたが、政府は武力で鎮圧を行った。

#### 少数民族の弾圧
同政府は少数民族が国家から分離独立することを恐れており、厳しい言論統制を敷いていた。トルコ語以外の言語は、読み書きすることはおろか話すことさえ禁止されていた。さらに、政治活動家や研究者、また少数民族の市民が「トルコには少数民族が存在する」と発言しただけで逮捕され、投獄を受ける状況であった。
例えば、あるトルコ人の社会学者はトルコ東部でクルド人と接して現地調査を行った結果、「クルド語は独自の言語であり、クルド人は独自の民族を構成する」と発表したところ、「売国」言動を行ったとされ、投獄された。また、あるフランス人の医師は休暇にトルコ東部で医療ボランティアを行っていたが、帰国の際にクルド音楽を録音したカセットテープを所持していたため「分離独立主義者の共鳴者」として逮捕され、投獄された。
小島はトルコ各地で「分離独立主義者」として政府に拷問された人々の体験を聞いた。彼らは濡れた手で耳を殴られて鼓膜を破られたり、性器や舌に電流を流される拷問を受けていた。トルコ軍によるアレウィー教徒の大量虐殺事件である「デルスィム事変（デルスィム反乱、1936年）」の生き証人たちにも出会った。
当時のトルコで出版されていたトルコ語の辞典では、「クルド人」は「本来トルコ系であるが現今では崩れたペルシャ語を話す集団」と定義されていた。なお、小島によればクルド語は「崩れたペルシャ語」ではなく、独自の言語である。また別の辞典には「クルド人」の項目がなかった。

#### トルコ人の差別意識
上述のような政府の言論統制も受けて、当時のトルコ人は共和国東部へ在住するクルド人などの少数民族に対して差別意識を有していた。
国境のトルコの役人は小島に親切にした上で、「トルコはギリシャなんかよりずっといい国だが、東部へ行くと追い剥ぎが出るから気をつけるように」と語った。
イスタンブール近郊ではトラックの運転手が小島を親切に同乗させて移動を助け、食事をおごるなどの歓待をした。その運転手は「トルコ東部はクルド人の住むところで危険だ。クルド人は"クルト（『虫けら』または『狼』の意）”みたいな連中で、トルコ語もろくに話せない」と語った。
トルコ西部のトルコ人の多くはクルド人と関わったことがなく、「クルド語には語彙が200語ほどしか存在しない。クルド語はトルコ語とアラビア語とペルシャ語が交じったもので、『言語』とは呼べない。独自の言語がないのだから、『クルド民族』などは存在しない」と考えていた。これはトルコ政府の見解とおおむね一致する。

#### トルコへの潜入調査
小島は「トルコ政府がフィクションを国是に掲げていた」ことを理由に、1970年代から1980年代にかけてトルコへ何度も訪れ、学術調査を行った。「研究されていない言語の宝庫」と喜んだが、政治的に危険な行為であるため、観光ビザで旅行者を装うという極秘の調査であった。

#### トルコの地域差別の実態
小島が目撃したトルコにおける差別の構造は、重層的でもあったという。例えば、トルコ東部のトゥンジェリ県に住むザザ人たちは、他の地方のザザ人から同胞とは扱われていなかった。なぜならトゥンジェリ県のザザ人たちはイスラム教（トルコ人を含めた周囲の民族集団がみな信仰している）ではなくアレウィー教という宗教を信仰しており、イスラム教徒の義務であるメッカへの礼拝およびラマダンの断食もしないからである。彼らはいわばイスラム世界の中に孤立した集団であった。
トゥンジェリ県の学校には教員も、教材も極端に不足していたため、生徒の一部は他県の高校に越境進学した。しかし、彼らはしばしば陰惨ないじめに遭った。小島は1977年に起こった事件をこう紹介している。
「トゥンジェリ県出身の生徒全員が一室に集められ、事務員にまる２時間にわたって殴打されたのち、校庭で他の生徒たちにナイフで襲われ、瀕死の重傷を負ったものが出るという事件が起こった。…生徒たちは教室にも寄宿舎にも帰らず、学用品も身の回りの物も捨てて親元に逃げ帰った。もちろん、越境入学をしようという者はいなくなった」。

#### トルコ政府からの妨害
1978年にはストラスブール大学人文学部でトルコ語学の博士号を取得した。
それ以降もトルコの少数民族語の実地調査を続けた。しかし当時のトルコ政府は、上述のように「トルコは単一言語国家である」という公式見解を堅持していたことから、少数民族語の調査自体を快く思っていなかったこともあり、現地調査にあたっては様々な困難とも直面した。
1985年9月にトルコ東部トゥンジェリ県の山村でザザ語などを調査していた際、就寝中の小島の宿に憲兵隊が突然押し入ってきた。「身分証を見せろ」との声で目を覚まされ、暗闇で暴行を受け、銃口を突きつけられた。村の警察署へ連行され、「危険人物の恐れあり」として翌月まで不当に拘束された。この事件の前後から、トルコ政府から露骨な監視を受けるようになったという。
1986年には政府の特別許可を得てラズ語の現地調査を行った際に、ある結婚式に招かれてラズ民謡をラズ語で歌おうとしたところ、聞きつけた官憲に妨害された。それをきっかけとしてトルコ外務省から「自主退去勧告」を出されて、事実上の国外追放となった。その際には徒歩で国境を超え、ギリシャへ入国した。

## 研究成果

### 「トルコは多民族国家」
トルコでの実地調査によって浮上したのは、同政府の主張とは異なる「トルコは多民族国家である」という実像だった。小島の推計では、トルコ全国民約7,500万人のうちトルコ人（トルコ民族）は実際には半数にも満たなかった。クルド諸語の1つであるクルマンチュ語の話者が約2,500万人も存在した。他にも北カフカス系の諸民族が1,200万人、さらにザザ人が350万人など、計70以上の少数民族が存在することを発見した。

### 著書の出版
1991年には著書『トルコのもう一つの顔』（中央公論社）を出版した。実体験を元に、トルコ政府による少数民族弾圧の実態を綴った告発書であった。この本において、それまでほとんど知られていなかった、あるいはクルド語の方言と見なされていたザザ語がクルド語とは別の独自の言語であり、その使い手であるザザ人もクルド人とは異なる存在であるとの見解を自らの現地調査から提示した。また、アレヴィー派がイスラム教とは似て非なる別個の宗教であるという指摘も行った。
同書を出版した動機の一つは自身の命を守るためだったという。小島は暗殺されるおそれから調査の成果をなかなか発表できずにいたが、周囲から「広く一般社会に向けて出版することで、かえってトルコ政府は圧力をかけにくくなるはずだ」と助言を受けたことが執筆のきっかけとなった。

### トルコ政府への影響
その後、トルコに変化が表れた。1991年中にクルド語などでの日常会話が解禁された。1994年にはトルコ外務省の指示によって「トルコは多言語国家である。日本人言語学者が調査した」という新聞記事がトルコのすべての新聞に一斉掲載された。
さらに、8年ぶりに再びトルコ入国が認められ、少数民族との交流や言語調査を行った。ただ小島によればトルコ政府は調査を続けさせるふりをして小島を利用しようと考えており、以後もトルコ国家情報機構や軍諜報部による監視と妨害は続いた。
また、2002年8月にトルコ政府は法改正して、クルド語やザザ語などの少数民族語を読み書きしたり、教授する自由を認めた。

#### トルコ国外追放
しかし、2003年7月にイスタンブールで合法的に『ラズ民謡集』に続いて『ラズ語文法』を出版した僅か数日後に、国外退去処分を受けることになった。前述の勧告とは異なり、無期限の処分であった。
それでも国際電話や電子メールを用いてラズ語の「遠隔調査」を続け、文法書や辞書を完成させてインターネット上に公開した。このことは多くのラズ人に感謝された。
一方でザザ語の調査は二度と行うことができなかった。トルコ軍は1980年代から1990年代を中心にして「テロ対策」と称してトルコ東部の4,000以上の村を空爆し続けており、小島と親しかったザザ人たちとも連絡がつかないままだという。

#### 続編の出版
2010年には「トルコのもう一つの顔」の続編「漂流するトルコ」を出版し、同国の少数民族政策を批判的に表現した。
トルコはイスラム教国家では初の欧州連合（EU）加盟を目指しており、1990年代以降からは小島の功績によって自国を多言語国家だと認め、少数民族への融和姿勢を打ちだしている。
しかし小島は「（トルコの融和姿勢は）EUの圧力に対するポーズにすぎない。この先も漂流を続けるだろう」と断言した。

### 日本語文法への提唱
2012年には日本語文法に関する著書『再構築した日本語文法』（ひつじ書房）を出版した。小島は同書を、『ヨーロッパ諸語に由来する「人称」「数」「代名詞」「時制」「主語」など、日本語にとっては無用な概念を捨て去って再構築した、新しい日本語文法の提唱』と銘打っている。

### ラズ語辞書の刊行へ
2013年時点で小島は今後の目標について、著作の夢は数多くあるものの、特に『ラズ語の辞書』の刊行を目指していると述べた。背景として、ラズ人の多くにはインターネットにアクセスできる環境がないという、事情がある。
同書の商業出版は難しいと判断されたことから、ひつじ書房は小島のために「ラズ語辞書出版を祈念する会」を立ち上げた。

### Lazca-Türkçe Sözlük（『ラズ語トルコ語辞典』）の出版
ひつじ書房でのラズ語辞書の出版計画が頓挫した後、2024年12月にラズ人の有志の働きかけもありトルコの出版社との契約が成り、2025年1月にアンカラの出版社Töz Yayınlarıから小島剛一著Lazca-Türkçe Sözlük（『ラズ語トルコ語辞典』）が出版された。40年来の研究成果が結実したものとなった。

## 発言・批評

### 放射能汚染に関して
小島はトルコでの調査の過程で、1986年のチェルノブイリ原発事故による放射能汚染に伴う健康被害をも目撃している。欧州の放射能汚染地図にトルコは表示されていないが、同国の黒海沿岸などには隠れたホットスポット（汚染物質の残留が多い地域）が存在したのだった。トルコ北東部にあるラズ語域のリゼ県メカーレスキリット村では、事故翌年の1987年に生まれた17人の子ども全員が、1990年代後半に白血病で命を落とした。死亡した中には、小島がひざの上で遊ばせた子もいた。2000年以降、同村を含めたトルコ黒海沿岸でがん患者の発生率が以前の10倍以上に増えたという。
この体験から、2011年に発生した東日本大震災に伴う福島第一原発事故に関しても、小島は同年8月時点で「いずれ各地で健康被害が明らかになるだろうが、政府も東京電力も『因果関係は証明できない』と主張するのではないか」と危惧していた。当時の日本政府に対し、「今も『ただちに健康被害はない』などと国民に言い続ける政府は卑劣だ」と批判した。
なお、小島が目撃したようにトルコでは原子力発電所から1,300km以上離れた土地で10年以上後に被害が顕在化しており、同じく「レベル7」とされる福島第一原発事故では、同発電所から半径1,300kmの範囲に北海道から九州までの日本列島が含まれる。

## 人物
ストラスブール大学で自身の講座を持ち、指導を行っていた。フランス人向けの日本語教育にも携わっている。

## 著作
- 小島剛一「ザザ語とザザ人 – トルコの少数民族語事情」『月刊言語』第19巻2月、大修館書店、1990年、ISSN 02871696。
- 小島剛一『トルコのもう一つの顔』中央公論社〈中公新書〉、1991年。ISBN 4121010094。
  - 小島剛一『トルコのもう一つの顔 補遺編』ひつじ書房、2016年。ISBN 4894768399。
- 小島剛一「ザザ語」『言語学大辞典 五巻 補遺・言語名索引篇』亀井孝、河野六郎、千野栄一（編著）、三省堂、1993年。ISBN 4-385-15214-4。
- Kojima, Goicihe (2003) (ラズ語). Laz Şarkıları. Chiviyazıları. ISBN 9758663445（『ラズ民謡集』）
- Kojima, Gôichi; Bucaklişi, İsmail Avcı (2003) (トルコ語/英語). Lazca Gramer / Laz Grammar. Chiviyazıları. ISBN 9758663550（『ラズ語文法』）
- 小島剛一『漂流するトルコ : 続トルコのもう一つの顔』旅行人、2010年。ISBN 4947702680。
- 小島剛一『再構築した日本語文法』ひつじ書房、2012年。ISBN 4894766019。
- Kojima, Gôichi (2025) (トルコ語). Lazca-Türkçe Sözlük / Diyalektolojik Örneklerle (hardcaver). Töz Yayınları. pp. 2072. ISBN 6256593960（『ラズ語トルコ語辞典 : 方言用例付き』）